# Ljudmila Semёnova
Ljudmila Nikolaevna Semёnova (San Pietroburgo, 17 febbraio 1899 – Mosca, 25 maggio 1990) è stata un'attrice sovietica.

## Filmografia parziale

### Attrice
- La grande ruota (1926)
- Letto e divano (1927)
- Un frammento d'impero (1929)
- La nuova Babilonia (1929)